# يهر (الضالع)
يهر هي إحدى قرى الجمهورية اليمنية. تتبع جغرافيا لمحافظة الضالع و إداريًا لمديرية جبن. يبلغ تعداد سكانها 2004 نسمة حسب الإحصاء الذي أجري عام 2004.